# El Romeral
El Romeral település Spanyolországban, Toledo tartományban. El Romeral La Guardia, Lillo és Tembleque községekkel határos. Lakosainak száma 541 fő (2024).

## Népesség
A település népessége az utóbbi években az alábbiak szerint változott:
| Lakosok száma | 872  | 844  | 842  | 789  | 725  | 666  | 609  | 622  | 555  | 541  |
|               | 2001 | 2004 | 2007 | 2009 | 2012 | 2014 | 2017 | 2019 | 2022 | 2024 |